# 등촌중학교
등촌중학교(登村中學校)는 대한민국 서울특별시 강서구 등촌동에 있는 사립 중학교이다.

## 학교 연혁
- 1980년 4월 9일 : 등촌중학교 설립 계획 거부
- 1981년 1월 30일 : 등촌중학교 승인 인가(6학급 남녀 공학)
- 1981년 3월 1일 : 초대 김종현 교장 취임
- 1981년 3월 5일 : 제1회 입학식(420명)
- 1984년 2월 14일 : 제1회 졸업식(418명)
- 2022년 6월 12일 : 제17대 최이규 이사장 취임
- 2023년 2월 9일 : 제40회 졸업식(111명, 연 9,884명 배출)
- 2023년 3월 2일 : 제43회 입학식(135명)

## 참고 자료
- 등촌중학교 - 한국교육학술정보원 학교알리미